# Sheyene Gerardi
Pour les articles homonymes, voir Gerardi.
Sheyene Gerardi est une actrice, productrice et responsable média vénézuélienne. Elle est la responsable de l'action de sensibilisation à la robotique à la NASA (CLASS). Gerardi est la fondatrice de l'Institut Sheyene et du Sheyene Gerardi Network (SGN), et gère deux organisations philanthropiques par l'intermédiaire de la Fondation Sheyene Gerardi : l'école Sheyene, pour aborder l'alphabétisation technologique, et le Sheyene e-santé, un réseau électronique de diffusion d'informations sur les soins de santé pour les maladies rares, après avoir survécu à un petit lymphome non hodgkinien à cellule B, un cancer rare,,,. Sheyene est membre de l’Association internationale de science politique (IPSA), de la Société américaine de droit international et membre de la Ligue internationale des femmes pour la paix et la liberté,,.
Elle travaille avec les gouvernements pour mettre en place un enseignement de la robotique dans les communautés à faibles ressources ou dans les zones de conflit, comme les écoles rurales, les camps de réfugiés, les systèmes scolaires non formels et le système carcéral.

## Biographie

### Jeunesse et carrière artistique

#### Débuts
Gerardi est diplômé en art d'institutions telles que l'Université Charles-III de Madrid (UC3M), l'Institut d'art Sotheby's Institute of Art et l'Université centrale du Venezuela. Sheyene a été acceptée dans un programme de master en utilisation des ressources spatiales (ISRU), offert par la NASA Center for Lunar and Asteroid Surface Science (CLASS), elle a obtenu une certification de master en utilisation des ressources spatiales avec une note finale de 100%, en 2018. Sheyene est entrée à l'Université de Naples - Frédéric-II en 2020, pour étudier les sciences politiques et suivre un programme de Méthode de Monte-Carlo à l'Université Stanford,.
Sa carrière de modèle professionnel a débuté conjointement avec sa formation médicale ; avant de rejoindre l'université, elle a représenté son école dans des concours de mathématiques et de chimie. Sheyene a fait des études de médecine à l'Université centrale du Venezuela. Elle a exercé le métier de mannequin à temps partiel et a participé au Miss Venezuela. Durant son cursus à l'université, l'école a plongé dans la tourmente, au point de fermer ses portes en raison des protestations des étudiants. À cette époque, un producteur de télévision a découvert Sheyene, et elle a obtenu un rôle principal dans une série populaire qui a été diffusée à l'échelle internationale. Sheyene est connue pour son travail dans plus de 30 pays, dont la Russie, l'Allemagne, le Pérou, l'Équateur, la Colombie et Porto Rico. Compte tenu de son influence sur la culture, une fondation caritative à but non lucratif à Barlovento, au Venezuela - l'école Sheyene - porte son nom,.
Gerardi a remporté plusieurs prix tels que les Emmy Awards, le prix 2 de Oro, elle a obtenu la clé de la ville à Barlovento, le prix Meridiano de Oro et le Imagen Awards,,,. L'actrice a également joué dans des rôles d'animatrice de télévision. En 2016, Gerardi a été nommé Mogul Influencer à New York.

#### Plus tard dans sa carrière
Sheyene est la fondatrice de Sheyene Gerardi Network (SGN), un réseau de médias de communication, qui se consacre à la sensibilisation à la révolution spatiale,,.
Le 9 mars 2020, Sheyene présente un documentaire intitulé "D'ici à la lune avec Sheyene Gerardi",, distribué par la télévision câblée, où Sheyene vise à éduquer sur les développements technologiques de pointe. Sheyene est également productrice exécutive de cette série.

### NASA
Sheyene Gerardi, travaille avec la NASA Kennedy Space Center Swamp Works et le Florida Space Institute (FSI) pour enseigner l'ingénierie planétaire et créer des compétitions de robotique pour les enfants à faible revenu par le biais de l'école Sheyene,,.
En 2018, Sheyene a été désignée comme responsable du programme de sensibilisation à la robotique au sein de la NASA, Centre de science des surfaces lunaires et astéroïdes (CLASS) et Solar System Exploration Research Virtual Institute (SSERVI) et au réseau Florida Space Institute (FSI),. Elle travaille avec les gouvernements pour introduire l'enseignement de la robotique dans les communautés à faibles ressources ou dans les zones de conflit, comme les écoles rurales, les camps de réfugiés et les systèmes scolaires non formels. Le programme sert le système pénitentiaire et fournit une assistance en matière d'éducation aux personnes qui ont été condamnées à tort,.

### Carrière d'affaires

#### Sheyene Institut
Après s'être impliquée avec la NASA, Gerardi a fondé l'Institut Sheyene, une entreprise qui travaille sur les technologies permettant d'exploiter les ressources de la Lune, de Mars et des astéroïdes. L'institut mène des activités de recherche appliquée et de développement dans le domaine des technologies de navigation autonomes (ANTs),.

#### Sheyene Technology
Sheyene est actif dans le domaine de la robotique vers l'exploitation minière autonome et les véhicules autonomes. Pendant son rôle à la NASA, Sheyene a créé une société robotique sortie de l'Institut Sheyene pour commercialiser sa ligne de produits robotiques à des fins industrielles et commerciales. L'entreprise de Sheyene construit ses propres robots pour les opérations minières. L'entreprise a vendu son portefeuille de produits et services à diverses organisations, y compris des agences gouvernementales aux États-Unis ; il a également des opérations de recherche et développement de produits dans les véhicules connectés et autonomes (CAV) et pour le déploiement sur des missions planétaires et lunaires in situ,,.

### Activisme et politique

#### Politique
En avril 2020, Sheyene s'est inscrite à l'Université de Naples - Frédéric-II pour obtenir un diplôme en sciences politiques. Sheyene travaille actuellement avec des gouvernements et des organisations internationales pour introduire l'enseignement de la robotique dans les communautés à faibles ressources, de concert avec des productions de divertissement pour le changement social, afin d'éduquer le public et de le guider dans ses actions.

#### Droits de l'homme et Militantisme pour la paix
En 2020, Gerardi a rejoint l'American Society of International Law et s'est impliquée avec la Ligue internationale des femmes pour la paix et la liberté. Dans la "Lettre du fondateur de l'Institut Sheyene", Gerardi a souligné l'importance du rôle du divertissement avec un intérêt constant pour les questions sociales telles que la culture technologique et la révolution spatiale, ainsi que sa détermination à autonomiser les pauvres et à stimuler participation, compétitivité et esprit d'entreprise dans l'industrie aérospatiale, "SPACE" est un mouvement visant à promouvoir la participation citoyenne et à développer l'appropriation de l'industrie spatiale.

### Affiliations institutionnelles
Sheyene est membre de l'American Political Science Association (APSA), de l'Association internationale de science politique (IPSA) et au comité de l'éthique professionnelle, des droits et des libertés. Gerardi est membre de l'association française de science politique (AFSP). Sheyene est également membre de l'American Society of International Law et membre de la Ligue internationale des femmes pour la paix et la liberté,.
Sheyene est à la fois membre du groupe du comité du droit et de l'éthique de la robotique et conseillère stratégique du comité de la Prochaine Génération de la Société de robotique du Japon, membre de l'Institute of Electrical and Electronics Engineers (IEEE) et de la Société de robotique et d'automatisation (IEEE RAS).

### Vie privée
En 2006, sa mère et son père sont décédés dans un accident de voiture, laissant Sheyene sans proches vivants. Un an plus tard, elle a reçu un diagnostic de lymphome avancé de stade IV, un type de cancer très rare, avec seulement 60 cas signalés dans le monde entier, sans aucun survivant. Le cancer s'est propagé sur 85 % de son corps et les médecins lui ont donné trois mois à vivre. Sheyene a été traité par le docteur Humberto Caldera, en Florida. Pendant ses traitements de chimiothérapie, Gerardi a travaillé pour deux films au Mexique, d'abord dans La virgen de la caridad del cobre. Six mois plus tard, dans Santa Juanita de los lagos, Gerardi a subi trois ans de chimiothérapie, elle n'a pas perdu ses cheveux,.
La famille de Sheyene possède et exploite une entreprise minière au Venezuela, depuis 1954. Sheyene Gerardi est devenue PDG de l'entreprise après le décès de ses parents. Sheyene a grandi en étant une passionnée de course automobile, son père était pilote de course au Venezuela ; il a obtenu cinq médailles consécutives avant de mourir. Sheyene a évoqué sa passion pour la voile ; elle est capitaine de yacht certifiée et possède un yacht qui porte son nom en Floride,,.

## Philanthropie
Sheyene dirige deux organisations philanthropiques par l'intermédiaire de la Fondation Sheyene. L'école Sheyene, une branche à but non lucratif de l'institut Sheyene, qui vise à promouvoir l'alphabétisation technologique en robotique et dans les domaines liés aux STIM, pour les enfants à faible revenu des régions sous-développées ; et Le Sheyene e-santé, qui offre des consultations médicales gratuites par Internet, par courrier électronique et par téléphone aux personnes souffrant de maladies rares .

## Filmographie
- 1998 : Hoy te vi : Perla
- 1998 : Niña mimada : La Araña
- 2003–2004 : La Invasora : Yoly
- 2004–2005 : Mujer con pantalones : Guillermina Peréz
- 2006–2007 : Por todo lo alto : Sonia
- 2007–2008 : Camaleona : Susana Rincón
- 2008–2009 : La virgen de la caridad del cobre : Martha
- 2010-2011 : Santa Juanita de los lagos :
- 2012–2013 : Esta noche tu nuit : Hôte
- 2013–2014 : Los Implicados : Hôte
- 2014–2015 : Un tacon quitao : Hôte
- 2017–2018 : Noticiero Telemundo : Ancre
- 2020 : Vers la lune et retour avec Sheyene Gerardi : Hôte / producteur exécutif

## Distinctions

### Récompenses
- 2007 : Premios 2 de Oro : Actriz internacional del año pour Por todo lo alto
- 2007 : Premios 2 de Oro : Actuaciones especiales del año (Performance exceptionnelle d'un acteur féminin) pour Por todo lo alto
- 2009 : Premio Meridiano de Oro : Actriz internacional del año (Meilleure actrice dans un premier rôle) pour Camaleona
- 2010 : Llave de Barlovento : Prix de la responsabilité sociale (prix honorifique) pour Contribution philanthropique
- 2017 : Prix Emmy : Journal d'actualité ou magazine d'actualité exceptionnel en espagnol pour Noticiero Telemundo
- 2017 : Prix Emmy : Journalisme d'investigation exceptionnel en espagnol pour Noticiero Telemundo

### Nominations
- 2017 : Prix Emmy : Couverture exceptionnelle d'un article d'actualité en espagnol pour Noticiero Telemundo